# Zelovo (Sinj)

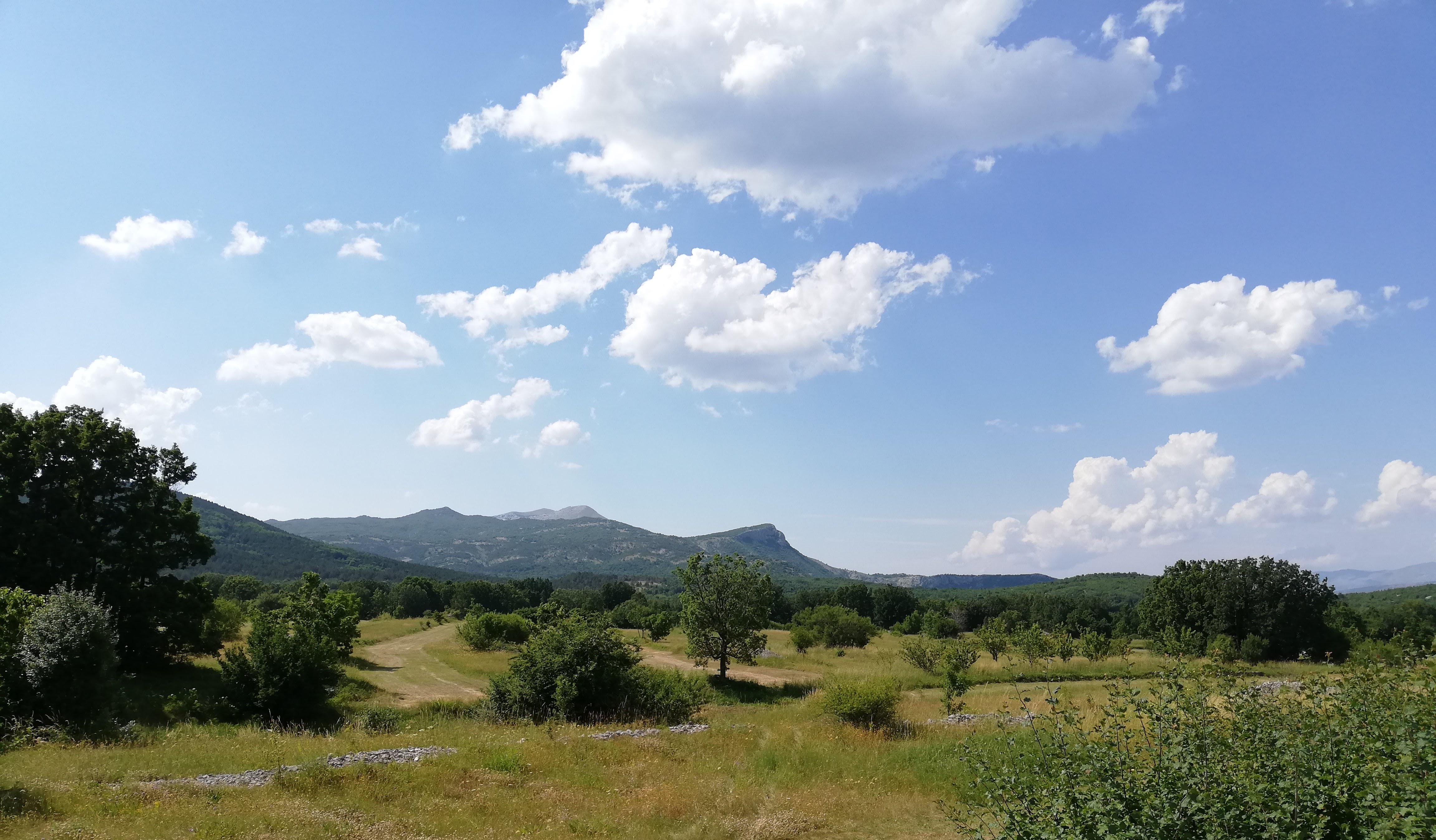
Feld von Zelovo

Zelovo ist ein kroatisches Dorf im dalmatischen Hinterland in der Region Cetina und am Fuße der südlichen Hänge des Svilaja-Berges.
Das Dorf liegt 50 km von Kroatiens zweitgrößter Stadt Split in der Gemeinde Sinj, 14 km von der Stadt Sinj und 7 km vom Dorf Hrvace entfernt, welches auch die nächstgrößere Siedlung in der Nähe von Zelovo ist. Die Umgebung des Dorfes umfasst die Berge Plišivica, Gradina und Orlove Stine (Teil des Svilaja-Berges mit einer großen Steilwand), die für die gelegentliche Ansiedlung von Gänsegeiern während ihrer Wanderung auf die Insel Cres und in Richtung der Julischen Alpen in Slowenien bekannt sind.
Das Dorf beherbergt auch die St.-Veits-Kirche, der Schutzpatron des Dorfes, und das Fest im Dorf findet am St.-Veits-Tag, dem 15. Juni, statt.
Das Dorf ist bekannt für seine autochthonen Zelovo-Pfeifen aus Ton. Dies sind Tonpfeifen, die nur in Zelovo und nirgendwo sonst in Kroatien hergestellt wurden. Neben Pfeifen stellten die Bewohner auch Zigarettenspitzen, Holzspielzeug, Möbel, Alltagsgegenstände (Rechen), mit Holzschnitzereien verzierte Dekorationsgegenstände und Musikinstrumente her. Instrumente ("Diple"-Flöten, Flöten und Streichinstrumente). Fast jeder Haushalt in Zelovo stellte eine Produktionsstätte für verschiedene Handwerksgegenstände dar. Es gibt nur wenige ländliche Dörfer in Kroatien, in denen die Handwerkskunst so entwickelt und gefördert wurde.
Das bekannteste Produkt ist jedoch die berühmte Zelovo-Pfeife.
Die Anfänge der Pfeifenproduktion wurden in der ersten Hälfte des 18. Jahrhunderts verzeichnet, als Familien mit den Nachnamen Delaš, Domazet und Jukić nach Zelovo zogen, um Pfeifen herzustellen.
Weitere Familiennamen sind Barać, Gabrić, Jeličić, Marović und Šako.

## Persönlichkeiten
- Vladimir Beara (1928–2014), Fußball-Torwart
- Joško Jeličić, Fußballer / TV-Experte

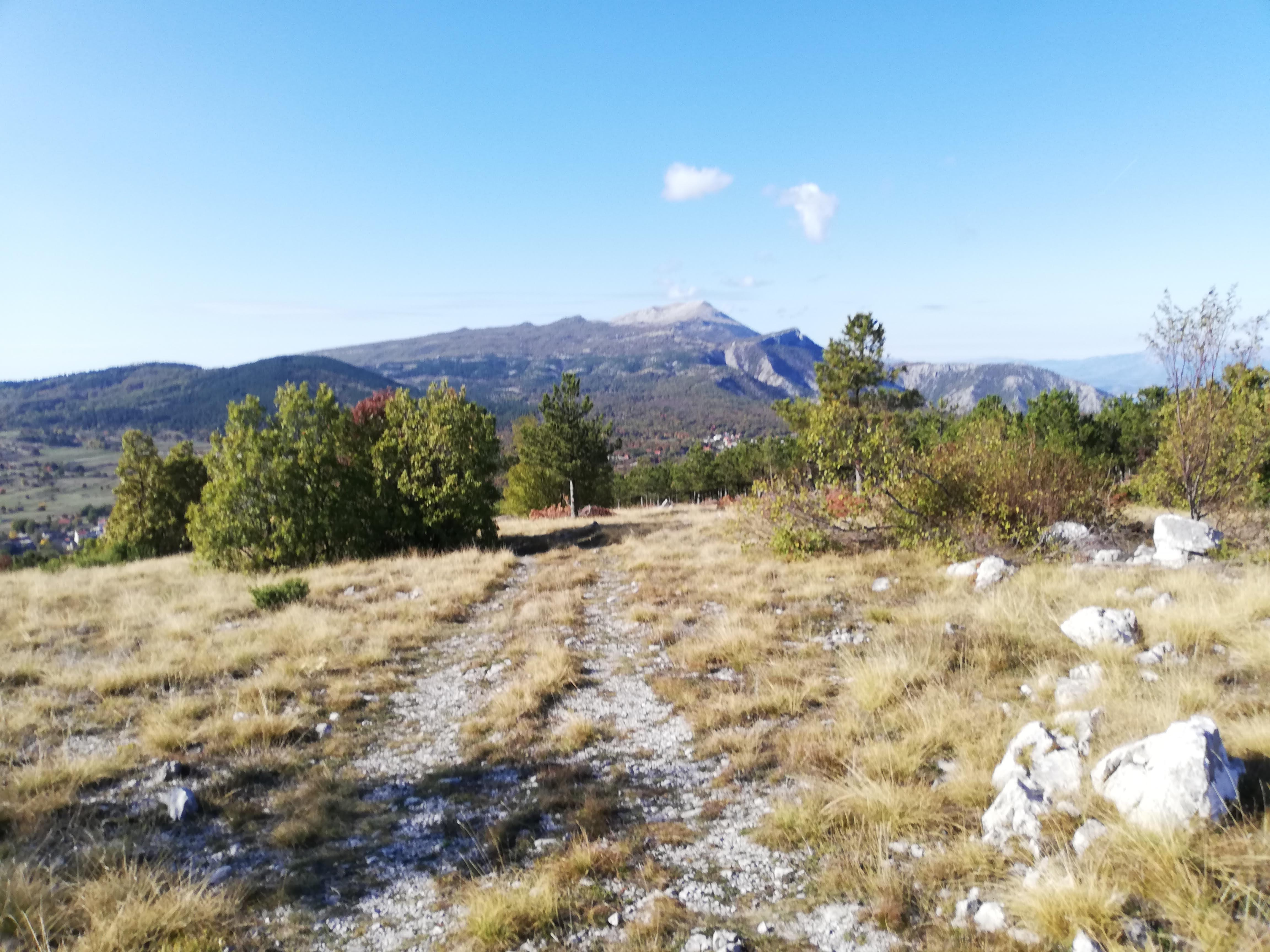
Blick auf den Svilajja Gipfel

- Mario Delaš, Basketballer
- Ante Delaš,  Basketballer
- Matko Jelavić, Sänger